# Gouvernement Djerad II
Pour les articles homonymes, voir Gouvernement Djerad.
République algérienne démocratique et populaire
Djerad I Djerad III
Le gouvernement Djerad II est le gouvernement algérien en place du 23 juin 2020 au 21 février 2021.

## Composition
Le 23 juin 2020, le président de la République Abdelmadjid Tebboune reconduit le Premier ministre Abdelaziz Djerad et la plupart des ministres sortants,,.
Les nouveaux ministres sont indiqués en gras, ceux ayant changé d'attributions en italique.
- Premier ministre : Abdelaziz Djerad
- Ministre de la Défense nationale : Abdelmadjid Tebboune
- Ministre des Affaires étrangères : Sabri Boukadoum
- Ministre de l'Intérieur, des Collectivités locales et de l'Aménagement du territoire : Kamel Beldjoud
- Ministre de la Justice, garde des Sceaux : Belkacem Zeghmati
- Ministre des Finances : Aïmene Benabderrahmane
- Ministre de l'Énergie : Abdelmadjid Attar
- Ministre de la Transition énergétique et des Énergies renouvelables : Chems Eddine Chitour
- Ministre des Moudjahidine et des Ayants droit : Tayeb Zitouni
- Ministre des Affaires religieuses et des Wakfs : Youcef Belmehdi
- Ministre de l'Éducation nationale : Mohamed Oujaout
- Ministre de l'Enseignement supérieur et de la Recherche scientifique : Abdelbaqi Benziane
- Ministre de la Formation et de l’Enseignement professionnels : Hoyem Benfreha
- Ministre de la Culture et des Arts : Malika Bendouda
- Ministre de la Poste et des Télécommunications : Brahim Boumzar
- Ministre de la Numérisation et des Statistiques : Mounir Khaled Berrah
- Ministre de la Jeunesse et des Sports : Sid Ali Khaldi
- Ministre de la Solidarité nationale, de la Famille et de la Condition de la femme : Kaoutar Krikou
- Ministre de l'Industrie : Ferhat Aït Ali
- Ministre des Mines : Mohamed Arkab
- Ministre de l'Agriculture et du Développement rural : Abdelhamid Hamdani
- Ministre de l'Habitat, de l’Urbanisme et de la Ville : Kamel Nasri
- Ministre du Commerce : Kamel Rezig
- Ministre de la Communication, porte-parole du gouvernement : Ammar Belhimer
- Ministre des Travaux publics : Farouk Chiali
- Ministre des Transports :
  - Lazhar Hani (jusqu'au 09/01/2021)
  - Farouk Chiali (intérim)
- Ministre des Ressources en eau : Arezki Berraki
- Ministre du Tourisme, de l’Artisanat et du Travail familial : Mohamed Hamidou
- Ministre de la Santé, de la Population et de la Réforme hospitalière : Abderrahmane Benbouzid
- Ministre du Travail, de l'Emploi et de la Sécurité sociale :
  - Ahmed Chawki Fouad Acheuk Youcef (jusqu'au 29/07/2020)[4]
  - Kaoutar Krikou (intérim)
  - El Hachemi Djaâboub (à partir du 30/09/2020[5],[6])
- Ministre des Relations avec le Parlement : Basma Azouar
- Ministre de l’Environnement : Nassira Benharrats
- Ministre de la Pêche et des Productions halieutiques : Sid Ahmed Ferroukhi
- Ministre de l'Industrie pharmaceutique : Lotfi Benbahmad
- Ministres délégués : 
  - Ministre délégué à la Prospective : Mohamed Cherif Belmihoub
  - Ministre délégué chargé des Micro-entreprises : Nassim Dhiafat
  - Ministre délégué chargé de l’Économie de la connaissance et des Starts-up : Yacine Oualid
  - Ministre délégué chargé de la Communauté à l'étranger : Samir Chaabna (jusqu'au 27/06/2020)
  - Ministre délégué au Commerce extérieur : Aïssa Bekkai
  - Ministre délégué à de l'Environnement saharien : Hamza Al-Sid Cheikh
  - Ministre délégué chargé de la Réforme hospitalière : Ismail Mesbah (à partir du 16/07/2020)[7]
- Secrétaires d'État : 
  - Secrétaire d'État chargé de l'Industrie cinématographique : Youcef Sehairi
  - Secrétaire d'État chargée du Sport d'élite : Salima Souakri

## Trombinoscope

### Premier ministre
| Image | Fonction         | Nom              | Parti       |
| ----- | ---------------- | ---------------- | ----------- |
|       | Premier ministre | Abdelaziz Djerad | Indépendant |

### Ministres
| Image | Fonction                                                                             | Nom                    | Parti       |
| ----- | ------------------------------------------------------------------------------------ | ---------------------- | ----------- |
|       | Ministre de la Défense nationale                                                     | Abdelmadjid Tebboune   | Indépendant |
|       | Ministre des Affaires étrangères                                                     | Sabri Boukadoum        |             |
|       | Ministre de l'Intérieur, des Collectivités locales et de l'Aménagement du territoire | Kamel Beldjoud         |             |
|       | Ministre de la Justice, garde des Sceaux                                             | Belkacem Zeghmati      |             |
|       | Ministre des Finances                                                                | Aymen Benabderrahmane  |             |
|       | Ministre de l'Énergie                                                                | Abdelmadjid Attar      |             |
|       | Ministre de la Transition énergétique et des Énergies renouvelables                  | Chems Eddine Chitour   |             |
|       | Ministre des Moudjahidine                                                            | Tayeb Zitouni          | RND         |
|       | Ministre des Affaires religieuses et des Wakfs                                       | Youcef Belmehdi        |             |
|       | Ministre de l'Éducation nationale                                                    | Mohamed Oujaout        |             |
|       | Ministre de l'Enseignement supérieur et de la Recherche scientifique                 | Abdelbaqi Benziane     |             |
|       | Ministre de la Formation et de l’Enseignement professionnels                         | Hoyam Benfriha         |             |
|       | Ministre de la Culture                                                               | Malika Bendouda        |             |
|       | Ministre de la Poste, des Télécommunications et du Numérique                         | Brahim Boumzar         |             |
|       | Ministre de la Numérisation et des Statistiques                                      | Mounir Khaled Berrah   |             |
|       | Ministre de la Jeunesse et des Sports                                                | Sid Ali Khaldi         |             |
|       | Ministre de la Solidarité nationale, de la Famille et de la Condition de la femme    | Kaoutar Krikou         |             |
|       | Ministre de l'Industrie                                                              | Ferhat Aït Ali         |             |
|       | Ministre des Mines                                                                   | Mohamed Arkab          |             |
|       | Ministre de l'Agriculture                                                            | Abdelhamid Hamdane     |             |
|       | Ministre de l'Habitat, de l’Urbanisme et de la Ville                                 | Kamel Nasri            |             |
|       | Ministre du Commerce                                                                 | Kamel Rezig            |             |
|       | Ministre de la Communication et porte-parole du gouvernement                         | Ammar Belhimer         |             |
|       | Ministre des Travaux publics Ministre des Transports (intérim)                       | Farouk Chiali          |             |
|       | Ministre des Ressources en eaux                                                      | Arezki Berraki         |             |
|       | Ministre du Tourisme et de l’Artisanat                                               | Mohamed Hamidou        |             |
|       | Ministre de la Santé, de la Population et de la Réforme hospitalière                 | Abderrahmane Benbouzid |             |
|       | Ministre du Travail, de l’Emploi et de la Sécurité sociale                           | El Hachemi Djaâboub    | MSP         |
|       | Ministre des Relations avec le Parlement                                             | Bessma Azouar          | FM          |
|       | Ministre des Ressources en Eau et de l'Environnement                                 | Nassira Benharrats     |             |
|       | Ministre de la Pêche                                                                 | Sid Ahmed Ferroukhi    | Indépendant |
|       | Ministre de l'Industrie pharmaceutique                                               | Lotfi Benbahmad        |             |

### Ministres délégués
| Image | Fonction                                                                  | Nom                      | Parti       |
| ----- | ------------------------------------------------------------------------- | ------------------------ | ----------- |
|       | Ministre délégué à la Prospective                                         | Mohamed Cherif Belmihoub | Indépendant |
|       | Ministre délégué chargé des Micro-entreprises                             | Nassim Diafat            | Indépendant |
|       | Ministre délégué chargé de l’Économie de la connaissance et des Starts-up | Yacine Oualid            | Indépendant |
|       | Ministre délégué au Commerce extérieur                                    | Aïssa Bekkai             | Indépendant |
|       | Ministre délégué à de l'Environnement saharien                            | Hamza Al Sid Cheikh      | Indépendant |
|       | Ministre délégué chargé de la Réforme hospitalière                        | Ismail Mesbah            | Indépendant |

### Secrétaires d’État
| Image | Fonction                                                  | Nom                   | Parti        |
| ----- | --------------------------------------------------------- | --------------------- | ------------ |
|       | Secrétaire d'État chargé de l'Industrie cinématographique | Bachir Youcef Sehairi | Indépendant  |
|       | Secrétaire d'État chargée du Sport d'élite                | Salima Souakri        | Indépendante |

## Analyse
Le gouvernement est remanié à la suite de la pandémie de Covid-19 et afin d'endiguer ses conséquences économiques, des titulaires plus techniques sont nommés.